# 梁文同
梁文同（1976年—），贵州从江人，侗族，中华人民共和国政治人物、第十二届全国人民代表大会贵州地区代表。
2013年，担任全国人大代表。